# 平沢進
平沢 進（ひらさわ すすむ、1954年〈昭和29年〉4月1日 - ）は、日本のシンガーソングライター、音楽プロデューサー、著作家。有限会社ケイオスユニオン所属（代表取締役）。1994年よりデジタル・マルチメディアコンサート「インタラクティブ・ライブ」を主宰。第79回アカデミー賞歌曲賞部門ノミネート候補。愛称は、師匠。

## 概要
1973年にプログレッシブ・ロックバンドMANDRAKEを結成し、音楽活動を開始する。
1979年にテクノポップバンドP-MODELを結成し、ボーカル・ギターとしてシングル『美術館で会った人だろ (ART MANIA)』でメジャーデビュー。テクノ御三家の一角として、テクノポップブームの火付け役となり、テクノ・ニューウェイブシーンにおける中心的存在となる。
1984年にはバンドと並行し、自作サンプリングマシン「ヘヴナイザー」などを使用した実験音楽サンプリングユニット旬を結成。また、1987年からは4-Dの小西健司とフロッピーディスクの往復書簡による遠距離での楽曲制作を開始し、1996年に「不幸のプロジェクト」としてアルバム『不幸はいかが?』をリリースした。
1989年にソロアルバム『時空の水』をリリースし、バンド・ユニットと並行してソロ活動を開始。
2000年にP-MODELは活動休止をし、2004年からは平沢がP-MODELの音楽性を継承したプロジェクト核P-MODELとしても不定期に活動している。
また、2017年からはサポートメンバーである会人を加えたユニット平沢進+会人としても活動している。

## 来歴

### P-MODEL結成まで
知り合いの牛乳配達員が、実家への配達の際にジミ・ヘンドリックスやクリームのレコードなどを紹介してくれることがあり、10歳頃から音楽に傾倒していった。小学生の頃にテレビや兄の持っていた雑誌に写っていたエレキギターに惹かれ、赤色のエレキギターを購入する。しかし、メディアによく出演していたザ・ベンチャーズよりもTHE SPOTNICKSやThe Atlanticsに影響を受けたと語っている。中学生になると「おまえと似たやつがいる」と同級生に紹介され、別の中学校の年上のドラマーと初めてバンドを結成する。
その後、一旦音楽を離れモトクロスに転向。しかし、高校生のときにトラックとの事故を起こしたことがきっかけでギター演奏を再開する。この頃に安部文泰と出会い、安部と共に本格的な音楽活動を開始する。メンバー募集の貼り紙を見た田中靖美・田井中貞利が応じ、1973年にHR/HMバンド『マンドレイク』を結成した。結成当初、平沢はギタリストとして参加していたが、ボーカリスト・作詞担当だった安部が失踪してしまい、急遽ボーカルおよび作詞を始めた。この頃のマンドレイクはHR/HMからプログレッシブ・ロックへと転向していたが、1970年代後半になると平沢はパンクブームによるパンク・ロックバンドの台頭を知り、ニューウェーブバンドへの模索を始める。
マンドレイクのメンバーであった田中靖美と共に、電子音楽を演奏するバンド『バッハ・リヴォリューション』に参加し、同バンド内で神尾明朗と出会う。神尾とは後にP-MODELで「FISH SONG」を共作し、P-MODELや平沢ソロのプロデューサーを務めることとなる。1978年には神尾の勧めで週刊プレイボーイ誌上で行われたシンセサイザーの多重録音コンテストに参加。作品「いりよう蜂の誘惑」が入賞し、入賞作品を集めたコンピレーション・アルバム『驚異の頭脳集団』に収められメジャーリリースされた。平沢は「バッハ・リヴォリューション」のサポートメンバーとして、当時同じく結成して間もなくだったYMOらが参加するライブイベントに参加したこともあった。
同時期には、田中と共にモーグ・シンセサイザーを用いてバロック音楽などをアレンジしたものを製作した。ウェンディ・カルロス「スウィッチト・オン・バッハ」やクラフトワークを参考に、KORG 800DVによるノイズが混ざった音色 を制作し、「アクリル・ポップ（ミュージカル・ホッチキス）」と名付けた。
マンドレイクは最終的にはレコード会社数社に声を掛けられるほど成長したが、1978年年末に解散する。

### P-MODEL結成～活動凍結
P-MODELの活動についてはP-MODEL#来歴、P-MODEL#音楽性を参照。
1979年元日、平沢の実家にて、実兄でありマンドレイクの演出担当だった平沢裕一とマンドレイクのメンバーだった田中・田井中が集まり、P-MODEL結成へのミーティングが行われる。ミーティングでは、999やセックス・ピストルズといったパンク・バンドとMétal Urbain、ジョルジオ・モロダーなどが参考にされた。その中で「アクリル・ポップ」を活用した楽曲制作と、ヴィジュアルイメージとして機材や服装はカラフルな配色にするといったコンセプトが決まっていった。同年3月にP-MODEL初のライブを行い、同年7月にメジャーデビューを果たす。
その他、P-MODEL結成前の1978年から1981年頃まで『バッハ・リヴォリューション』のリーダーであった田崎和隆が運営する会社「エレクトロサウンド」に所属し、ヤマハのシンセサイザー教室の講師やマニピュレータ、CMソング制作などの仕事を行うようになる。当時「エレクトロサウンド」には環境音楽家である小久保隆も所属しており、小久保と『E-Project』として共同で楽曲制作も行っていた。
そして、バンド活動と並行して平沢単独でペンネームでの楽曲制作を行い、プロレスラー長州力の入場テーマ曲「パワー・ホール」を異母犯抄として作曲。ストロング・マシーンの入場曲「ハリケーンズ・バム」も福来良夫名義で作曲している。仕事の一環として、1979年には三遊亭圓丈と共にシンセサイザー落語を行った。これは圓丈の新作落語「無類麺類好き男」の要所でシンセサイザーによる効果音を鳴らすという物だった。
なお、CMソング制作は90年代前半まで行っており、テクノポップからカントリー風な物まで様々な作風の物を作曲した。これが平沢ソロでのバラエティに富んだ音楽性に繋がっている。
1982年には平沢が講師を務めていたシンセ教室の生徒であった、折茂昌美と足立眞理を「Shampoo」としてプロデュースを行い、メジャーデビューをさせている。以降、折茂とは長らく交流が続き、1990年には島崎和歌子に提供した楽曲「アフリカのクリスマス」を共作し、2005年に行われたイベント『反射の集いは氷の9』、2013年と2022年のインタラクティブライブにはゲストとして参加している。
1984年にはP-MODELと並行して実験音楽サンプリングユニット『旬』を結成し、1996年までにシングル・アルバム含め6作品を発表している。なお、当時のサンプリングマシンは非常に高価で個人が気軽に所有出来る物ではなかった為、平沢はラジオカセットレコーダー2台を改造して自作サンプリングマシン「ヘヴナイザー」を制作した。
また、1987年頃から関西のテクノユニット『4-D』の小西健司と共に「不幸を退治する」との名目でフロッピーの往復書簡で遠距離での楽曲制作を始める。この時に制作された楽曲は1996年に「不幸のプロジェクト」名義でアルバム『不幸はいかが?』として発売された。

### ソロデビュー
1988年12月、P-MODELは活動「凍結」を宣言し、活動休止となる。
1989年1月に所属事務所をMODEL HOUSEからアイスリープロモーションへ移籍。レーベルをポリドールと契約する。同年、アルバム『時空の水』でソロデビューした。
1991年にはロボットSFアニメ「デトネイター・オーガン」の音楽を担当する。以降は劇伴製作にも進出し、HTB『人間ビジョンスペシャル カムイ・ミンタラ 神々の遊びの庭・阿寒』や志摩スペイン村にて上演されたライブショー『ロストレジェンド〜失われた大陸の伝説〜』の音楽を担当した。また、1992年には長野県茅野市のからくり時計台のオルゴールを作曲した。
なお、「カムイ・ミンタラ」のサウンドトラックは当時発売されず、その中で使用された楽曲である「カムイ・ミンタラ」のみが、1992年に発売したベストアルバム『魂のふる里』に収録された。完全収録されるのは2012年発売のボックスセット『HALDYN DOME』まで待つこととなる。
また、1991年9月にはP-MODELが「解凍」し、再結成を果たす。その後の詳細はP-MODEL#来歴を参照。
1994年にはディスクユニオン内に独自レーベル「DIW/SYUN」を設立。主に『旬』や『P-MODEL』関係のアルバムが発売された。また、同年にストーリー仕立ての観客参加型マルチメディア・コンサートとして「インタラクティブ・ライブ」を開始する。
また、1994年7月8日から翌年の1995年3月31日まで初の冠番組である『平沢進のテクノ実験工房』がFM群馬にて放送され、平沢と共に上野洋子（元ZABADAK）がパーソナリティを務めた。同年10月28日、女子美術短期大学にてAMIGAによるコンピューターグラフィックス（CG）制作方法とインタラクティブ・ライブの解説を主題とした「平沢進講演会」が開催。
1996年には当時の所属していたレコード会社である日本コロムビア内に独自レーベル「TESLAKITE」を設立。第一弾としてシングル『サイレン*SIREN*』とアルバム『SIREN』を発売する。
同年、P-MODELのメンバーがそれぞれソロに別れて活動を行うプロジェクト「Unfix」が開始。その一環であるオールナイト・イヴェント『Unfix #3 コミュノ・ハイブリディア』が同年11月に新宿リキッドルームにて開催された。平沢を含むP-MODELのメンバー4人がそれぞれソロステージを行うというものだったが、平沢は当日になり急遽欠席。翌年の1997年にアイスリープロモーションを退社し、個人事務所であるケイオス・ユニオンを設立。この際に送付された新事務所・ファンクラブ発足告知によると、前年の欠席の理由は「殺人的なスケジュール」による平沢の心身の不調だったものと書かれている。

### 個人事務所設立後の活動
1999年、P-MODELはMP3を使用してインターネット上で新曲を配信すると発表した。この楽曲配信の弊害となる為、日本コロムビアとの専属契約を解除し、日経BP社の協力により配信サイト「P-PLANT」を立ち上げた。このMP3による楽曲配信は、メジャーレーベルで活躍してきたプロアーティストとして日本で初めての試みであった。
2000年12月、P-MODELが『培養』を宣言。平沢に活動再開の意思は無く、事実上の解散である。同年には通算8枚目となるソロアルバム『賢者のプロペラ』をケイオスユニオンより発売。CD版とMP3版がそれぞれ制作・販売されており、アレンジが互いに異なっている。本作以降は原則的にケイオスユニオン内レーベル「TESLAKITE」にて作品が販売される。
2000年代に入ってからは再びアニメやゲームの劇伴制作を行うようになり、2000年にはゲーム『ラグナキュールレジェンド』のテーマ曲として「星を知る者」を提供。また、同年に今敏によるアニメ映画『千年女優』の劇伴を担当する。以降、同監督作品『パプリカ』とTVシリーズ『妄想代理人』の劇伴を手掛ける。2006年公開の『パプリカ』の音楽は「東京アニメアワード 2007」にて個人部門・音楽賞を受賞し、米国での第79回アカデミー賞のオリジナル歌曲部門に『パプリカ』のエンディングテーマである「白虎野の娘」がノミネートされた。その他、三浦建太郎原作のアニメ・ゲーム『ベルセルク』シリーズの劇中歌や楽曲を制作した。
2001年7月2日、プロジェクト『Hirasawa Energy Works』がスタート。これは必要な電気エネルギーの全てを太陽発電に委ねて音楽製作を試みるプロジェクトであった。プロジェクト第一弾としてアルバム『SOLAR RAY』が製作される。その後、太陽発電及びこのプロジェクトに賛同するファンの協力による自然からの蓄電（エナジーハンティング）のみを利用したライブ『SOLAR LIVE』 を敢行した。このプロジェクトはNHK BS2やTBSで特集された。翌年の2002年には『Hirasawa Energy Works』の第二弾として、P-MODELのほぼ全ての音源を網羅したボックスセット『太陽系亞種音』 を発売。太陽発電を用いたスタジオである「Solar Studio（studio WIRE SELF 2002）」でリマスタリング された。
2003年、イラク戦争に対する抗議の意思を表すべく『殺戮への抗議配信』と題し、楽曲「高貴な城」「Love Song［2003年バージョン］」の無料配信を行った（詳細は「BLUE LIMBO」を参照）。同年3月には坂田四郎名義でゆいこのシングル『陸の人よ』（アサヒビール『穣三昧』CMソング）の制作を手掛け、10月にはNHK『おかあさんといっしょ』内で放送される「地球ネコ」の作詞作曲をした（2006年12月にも再度放送された）。
2004年、P-MODELとは異なるものとして、『核P-MODEL』名義で活動を開始。同年10月に『ビストロン』発売後、断続的に活動を行う。（詳細は核P-MODELのページを参照。）
2008年6月、イタリアのデス・メタル系ヴォーカリストのリッカルド・ブレット（InhVmaN）との共作でマキシ・シングル『Tetragrammaton （テトラグラマトン）』をリリース。同年11月、タイ王国の第2の女性で平沢の友人らである23人のSP-2 との1994年からの交流から生まれたエピソードを彼女たちの写真と共に綴ったエッセイ集、『SP-2: タイのニューハーフ? いいえ「第2の女性」です』を出版した。
2009年にはTwitter（現：X）アカウントを開設。同年より放送されたかきふらい原作のアニメ作品「けいおん!」に自身の名前が由来とされる主人公「平沢唯」が登場し、自身の楽曲をリスペクトしたブログタイトルがけいおんスタッフブログに掲載される事もあった ことが原因で、「元ネタ」としてフォロワー数が増えてしまっていると感じたことから、間違っていないか確認を促すツイートをしたところ、さらにフォロワー数が（1日で1万3180人まで）急増してしまうこととなった。この出来事が自身のTwitterの方向性を決めることに繋がったとしている。以降、毎週水曜日以外の連日、21時から22時までツイートを行うようになる。投稿はPC上からTweetDeckより行っている。
2011年、東日本大震災が発生し自宅にて被災する。被災時は自身のウェブ番組である『亜種音TV』の撮影中であった。その後、同年3月21日にタイ王国のWat Raikching寺院にて、被災された人達に祈りを捧げる映像をインターネット上に公開した。また、同年にはフォロワー数5万人突破記念として平沢の作業風景 を合計5万秒配信する『Hirasawa監視50000秒』がUSTREAMにて不定期配信された。
2012年2月、1st～7thまでのオリジナルアルバムとシングルカップリング曲や発掘音源などを網羅したボックスセット『HALDYN DOME』発売。上述した「地球ネコ」も収録されており、平沢自身がボーカルを務めるリアレンジ版が収録されている。2017年には『HALDYN DOME』のブックレットに掲載されている文章を朗読したものと楽曲を交えて構成された初のナレーション作品『第6フォルマント』を配信した。
2014年、Twitterのフォロワー数7万人突破記念として、平沢が合計7万歩散歩をする『HIRASAWA追跡70000歩』がUSTREAMにて不定期配信される。
2017年10月にはTwitterのフォロワーが9万人を超したことから、溶接マスクを付けた正体不明の二人組「黒会人」と、P-MODELメンバーの一人であったドラマーの上領亘を迎えライブ『第9曼荼羅』を開催した。
なお、「会人」は以降のライブでもサポートメンバーとして参加し、2018年の核P-MODELのライブ「回=回」の他、2019年7月にはペストマスクを装着した「白会人」とのユニット『平沢進+会人(EJIN)』としてフジロックフェスティバル'19にてフジロック初出演した。同年11月のバトルスの来日ツアーには同ユニットにサポートドラマーとしてユージ・レルレ・カワグチを迎え、オープニングアクトとしてツアーに帯同した。2021年にはTwitterフォロワーが24万人を超したことから、ルベドマスクを装着した正体不明の二人組「ルベダリアン会人」とサポートドラムに再びユージ・レルレ・カワグチを迎え、『平沢進+会人(EJIN)』名義でライブ『24曼荼羅（不死MANDALA）』を開催。同ユニットで同年8月のフジロックフェスティバル'21の最終日の大トリとしてWHITE STAGEに出演した。
2023年2月3日、フジロックフェスティバルにて新規にアレンジされて披露された楽曲群をスタジオ収録したアルバム『RUBEDO/ALBEDO -Songs for FUJI ROCK FESTIVAL 2019, 2021-』をBandcampにてリリースした。

## 評価・音楽性
ここでは、主にソロについて記述する。マンドレイク、P-MODEL、旬、核P-MODELについては各項を参照。

### 評価
2000年に行われた「インタラクティブ・ライブ・ショウ 2000 賢者のプロペラ」が平成14年度、デジタルコンテンツグランプリ2001において「作品表彰の部」の最高賞である経済産業大臣賞、並びにエンターテイメント部門最優秀賞を受賞している。
2006年にアニメ映画『パプリカ』の劇伴を担当し、主題歌である「白虎野の娘」が米国で行われる第79回アカデミー賞歌曲賞のノミネート候補に選定された。その他、『パプリカ』の音楽は「東京アニメアワード 2007」にて個人部門・音楽賞を受賞している。
アメリカ最大の音楽レビューサイト「Rate Your Music（RYM）」の『史上最高の日本の音楽アルバム』では、ソロアルバム『救済の技法』が名邦盤ランキングにて第8位の評価を得ている他、RYMの世界ジャンル別評価では『救済の技法』がプログレッシブ・ポップランキング5位、平沢のソロユニット核P-MODELの「回=回」がエレクトロ・インダストリアルランキング10位、また、2021年発売のソロアルバム『BEACON』が同年のRYM世界年間アルバム評価チャートにて、プログレッシブ・ポップ・アルバムで4位と高い評価を得ている。
米紙ペーストの「1994年のベストアルバム50選」ではソロアルバム「AURORA」が14位となった。
デジタル技術やインターネットには黎明期から注目し、90年代には「インタラクティブ・ライブ」やライブ配信、バーチャル・アバターによる演奏、インターネット上でのやり取りによる遠距離間での共同作曲、メジャー出身アーティストでは初のダウンロード配信を行うなど、未開の地を切り開いたとされる。
ミュージシャンの米津玄師は、平沢の楽曲「MOTHER」を人生を変えた一曲として挙げ、「全く聴いた事の無い新しい音楽なのだけど、どこか懐かしさ、郷愁感を宿している。そこには普遍的な何かがある。」、「凄いバランス感覚で成立している音楽だなと、初めて聴いた時に思ったんです。」と評し、強い影響を受けていると語っている。
福間創は、「年配の人たちが当時のニューウェイヴサウンドでいるのは構わない。その人たちにいつまでも新しい物 を作り続けろというのも酷な話。ただ若い人達が昔のニューウェイヴに囚われすぎているのが気になる。あくまで「ニュー」 ウェイヴなのだから、何十年も前のニューウェイヴサウンドを固持するのはにニューウェイヴでは無い。コピバンとかで各自で楽しむ分は良いけれど、表現として昔の音を踏襲するだけでは余りにもつまらない。日本で1番、新しいことに挑戦し続けている人は平沢さんだと思ってる。」としている。
平沢の世界観に影響を受けたとしているラップシンガーのDAOKOは、「テクノの要素もあり、民族音楽に通ずるような独特な音楽。」、「唯一無二の世界観と音で幅広い世代を魅了し続けている、日本一COOLなコンピューターおにいさん。」などと語っている。
平沢を長年リスペクトしているとしている神聖かまってちゃんのの子は、「俺は平沢さんを本当のロックの精神を持ったバンドマンだと思ってる。世の為人の為だとか、ファンの為だとか、文化貢献の為じゃなくて、ただただ自分が作りたい音楽を作ってる。戸川純と二大巨頭で、エベレストの天辺に居る。唯一無二。」と語っている。
過去のライブイベントやファンクラブ旅行などに協力してきた、 レコードショップ『ショップメカノ』店長である中野泰博は、平沢の音楽性を「現代のプログレ」と評している。
劇伴でもタッグを組んだアニメーション監督の今敏は、平沢の世界観を敢えて単純化すると「相反するものの同居」と評しており、今敏自身の表現に最も影響を受けていると語っている。
精神科医の斎藤環は、「『音楽が直接世界を変えられるわけではない』『その当時の定義の仕方と距離感をおきたかった』と考えていた平沢は、その後も一貫して時流と対峙し、距離を測り続けてきた。」とし、「（10年周期で）定期的にファンを裏切り、常にすべてと距離を保っている」と評している。また、「音楽業界では最も初期からデジタル・テクノロジーの可能性を追求し続けてきたアーティスト」とも評している。

### 楽曲
ソロ作品のほとんどは、アルバム全体を通して聴くことで世界観が完成するコンセプト・アルバムである。特に1994年からインタラクティブ・ライブを開始して以降はその傾向が強まり、7th『救済の技法』ではインタラクティブ・ライブ『WORLD CELL』のストーリーに沿ってアルバムが制作されている。ただし11th『点呼する惑星』では最初からアルバム中でストーリーが組まれ、それを解体、再構築する形でインタラクティブ・ライブのストーリーが作られている。
P-MODEL時代の音楽性の変遷と同等、あるいはそれ以上に、P-MODELからソロへの移行はかなり異質なものへの転換が意図されていた。その変化の大きさは、ソロ活動初期に寄せられた「こんな平沢に誰がした」という反応に大きく現れている。これに対し平沢は、「結果それでこそヒラサワ、あるいは完全に裏切られたという反応を期待しており、それなりに成功したおかげで今日までソロ活動を続けることができた」と述懐している。
P-MODELとの主な差別化はストリングス・セクションの大々的な導入と、アコースティック・ギターの使用と述べている。ストリングスの音についてはメロトロンのような本人いわく暗い音を好んでおり、現在はEast West社のHollywood Stringsを使用している。12th『現象の花の秘密』ではこの音源を大々的にフィーチャーしている。かつてはソロでシャウトを使わないという制約も設けていたが、11th『点呼する惑星』の「Mirror Gate」で解禁した。
1994年、4作目となるソロ・アルバム『AURORA』からはゲスト・ミュージシャンを入れず、コンピューターAmigaを駆使し、一人でのソロアルバム製作を開始した。インタビューで個人でのコンピューターとインターネットを利用を開始したことについて、「過去の経験全てが点と点が繋がる感覚で、想像が止まらない」と答えている。
歌唱において、軍人のような低い声にシャウトからオペラのようなファルセットまで様々な声色を使い分ける。平沢の独特なヨーデルのような唱法を質問された際、「江戸時代の消防士である火消しが歌う、木遣りというものなんですけど、そこからアイデアを得たんです。」と答えている。
ソロデビュー前にはKORG M1を用いて、習作としてマンドレイク時代の楽曲『飾り窓の出来事』のエディットが行われており、長らく離れていたプログレにも接近している。このことから、中野泰博は平沢の音楽性を「現代のプログレ」と評している。バンドにおける制約を排したなんでもありの音楽性が意識されている。
5thは当初90年代版ピンク・フロイドの『The Dark Side of the Moon』を意識したコンセプト・アルバムを制作する予定だったが、その途中でタイへと渡航し、そこで出会ったSP-2の影響を受け作風が大幅に変化した。同時期に活動を再開したP-MODELでの活動においても平沢ソロとの融合が図られ、民族音楽とテクノポップを融合したアジアン・テクノを打ち出した。
アジアン・テクノ路線も2000年の『賢者のプロペラ』以降は収束し、以降はアメリカ同時多発テロ事件やイラク戦争への疑問から（詳細は「BLUE LIMBO」を参照）、初期P-MODEL以降距離をとっていたディストピア的な世界観を前面に押し出たメッセージ性の強い楽曲を多く発表するようになる。還弦主義8760時間における過去曲の弦楽的アレンジ作品のリリース、Hollywood Stringsを導入したアルバムの制作(『現象の花の秘密』)など弦楽的なアプローチを強める一方、核P-MODEL『回=回』やフジロック・フェスティバル2019での演奏からはサーフサウンドのスタイルも見て取れ、平沢ソロと核P-MODELとの融合が感じられる。

### 歌詞
先に楽曲を作成し、その音の制限内でテーマ上の歌詞を想像していくという手法を用いている。活動初期に歌詞を捻出するのが難しかった頃は、先に歌詞を書き楽曲を作成していたが、楽曲を先に作り「制限を重ねる」ことで寧ろ想像の幅が一気に広がったとしている。
80年代、平沢が精神的に不安定だった時期にユング心理学に傾倒するようになる。以後、作品の中に錬金術や神話的・仏教的用語が使われていること や、平沢作品のテーマである「全き人格の回復」などユング心理学（及び河合隼雄、エーリッヒ・ノイマンの著書）の影響が強くなっていく。しかし、神道や仏教、その他のアジアの宗教や哲学の概念を繰り返し音楽のテーマに取り入れながらも自分の思想とはしておらず、「これは音楽のプロセスの為ですから、私の立場を既存的なカテゴリーや集団主義的な話と一緒にしないでください」としている。
歌詞作りにおいては宮沢賢治の作品が大きく影響しており、平沢の歌詞の特徴である｢専門用語の多様｣｢言葉が描き出す世界観｣など宮沢賢治の作品の構成と類似する点が多く存在する。マンドレイク時代に平沢が歌詞作りに困っていた際、じょうじマョンのボーカリストから｢ぜひとも、宮沢賢治を参考にしろ。｣と言う助言を受けたことがきっかけである。
音楽のリズム・パターンについては、「わたしは世の中で一番好きな音楽が『君が代』なんですけども。ああいう、先に日本語のノリがあった上で成立する音楽は素晴らしい。それはもうリズム・パターンにも影響してきますね。そういう意味で昭和初期の歌謡曲なんかほんとに歌詞の乗せ方からなにからお見事と言うしか言いようがない。｣と語っている。

### ライブパフォーマンス
ライブ活動においても当初はサポートミュージシャンを迎え、バンド編成でのライブを行っており、1990年の『世界タービン・ツアー』最終公演では『オーケストラル・マヌーヴァーズ・イン・ザ・ナース』と名付けられた看護婦姿のオーケストラ隊が登場した。その後、1992年に行われたライブ『Hi-Res』ではコンピューターの同期を用いて完全に一人で演奏を行い、これが起点となり、1995年以降は基本的に平沢のみでライブを行うようになる。
レーザーハープなどの自作楽器の利用には「音楽の身体性をデジタル世界で実現する」という共通テーマがあるとしており、「デジタル世界では、身体性が無くても音楽が成立してしまう。とすれば、ライブやショーの意味はどこにあるのか?人間がそこにいる意味は何があるのか？」、「打ち込みで完成する音楽を構成する音楽家にとって、ステージ準備段階で仕事は完了してしまう。それでも「ヒラサワという人間」が見たいのだとすれば、自分がステージ上で動くという前提を作らなければならない。そこで「体が動くテクノロジー」を楽器に組み込むようにしているんです。」と語っている。
平沢は元々生演奏におけるミュージシャン固有のニュアンスを排したかったと述べており、以降はP-MODELの再結成やソロ活動初期のようなバンド形式での活動には後ろ向きの態度をとるようになり、2004年に活動を開始した核P-MODELも、基本的には平沢のソロプロジェクトである。一方で、2012年のライブ『PHONON2555』にPEVO1号や元P-MODELメンバーの荒木康弘がサポートメンバーとして参加して以降は、サポートパフォーマーとしてゲストを迎えることも増え、バンド形式での活動も再び増加している。2017年に行われた『第9曼荼羅』より、正体不明のメンバー「会人（EJIN）」がサポートとして参加するようになり、2019年からは「平沢進＋会人（EJIN）」というユニットとしても活動を行っている。
なお、この「会人（EJIN）」は公演毎に容姿が変化しており、『第9曼荼羅』では熔鉱炉マスクを装着した「黒会人」、核P-MODELのライブ『回=回』と『フジロックフェスティバル'19』ではペストマスクを装着した「白会人」、『会然TREK2K20』ではテレビの画面TESLAKITEのロゴが入ったようなマスクを、『24曼荼羅（不死MANDALA）』・「フジロックフェスティバル'21」ではルベドマスクを装着した「ルベダリアン会人」となっている。

## 人物

### 幼少期・学生時代
子供の頃から機械が好きで、幼少期は自分のことをエンジニアだと思っていた。パイロットに憧れていた時期もある。親からもらったラジオや懐中電灯などの壊れた機器をよく修理していた。
10歳になりエレキギターに興味を持ち、エレキギターの使用が不良と認識されていた時代であった当時、幼少期は兄の裕一の部屋に置いてあるものを隠れて弾いていた。消防士の父親は音楽をすることを反対していたが、エレキギターは男らしいと許可した。その後自身のエレキギターを手に入れ、学校関係の人々からは隠れてギターを練習し、小学5年生の頃にはギター技術を買われて中高生のバンドに誘われ神社や河川敷でセッションをして過ごしていた。
小学生時代は学校生活で教師とクラスメイトによって肉体的・精神的苦痛を与えられた。体質上肉類を苦手としており、給食で食べさせられトイレで血と共に吐いていた。現在は、当時を振り返り｢幸い、そのような環境が私を育てた｣と発言している。12歳には音楽を作ることに興味を持つ。
高校の時期に兄の裕一から読書を勧められる。その後、宮沢賢治、シオドア・スタージョン、ニコラ・テスラ、量子論、カール・グスタフ・ユングなどの書籍に傾倒していった（詳細は「影響を受けた人物」を参照）。
1975年には東京デザイナー学院にて卒業制作作品「Hall for Tangerine dream〈胎内から宇宙意識への回帰〉」を発表し、インテリアデザイン科を卒業した。

### P-MODEL結成時代
デビュー当時はレコードが売れても中々自分達の手元に金銭が渡らず、平沢は餓死しかけたため全財産600円で「食べられる雑草の本」を購入したこともあった。
また、この頃の平沢は「怖さ」を強調しており、客からの野次やレコード会社の言い分に対して真っ向から反応し、同調圧力に対しては怒りで対処するなどのエピソードがある。当時のリスナーであった編集者の高橋かしこは「音のみぞ」トークイベントで、80年代の平沢の印象を「殺されそうな殺気のある感じだった」と述べている。
80年代中期の平沢は度重なる激務により疲弊していたが、カール・グスタフ・ユングの分析心理学における概念の一つである、アーキタイプの「観た夢を記録する」という方法により精神と感情の管理を習得。これらユング心理学は以降の作風にも影響を与えている。

### タイ王国への関心
1994年の5thソロアルバム製作中に、事務所の人間に無理矢理連れて行かれた先のタイ王国で文化的な衝撃を受け、作風にも大きな変化が表れている。1995年から1998年の期間にアルバム『Sim City』、『SIREN』、『救済の技法』を発表。後に『BANGKOK録音3部作』と名称される（詳細は各項目を参照）。
1995年頃からタイの第二の女性であるサオプラペーッソン（SP-2） に深い関心を示し、繰り返し現地を訪れている。以降、彼女たちには、レコーディング時にコーラスとして協力を仰いだり、ライブアクトとして招聘したことがある。
2004年には、平沢と親交が深かった9人のSP-2が相次いで亡くなったことを受け、彼女たちを追悼するアルバム『SWITCHED-ON LOTUS』が製作された。サオプラペーッソンの存在そのものが、創作意欲に大きな影響を及ぼしていると本人は語っており、彼女たちに対して大きな尊敬を以て接していることがその言動から見て取れる。
上記のように体質上、幼少期から菜食中心の生活をしていたが、タイ王国での影響でそれらを「ピタゴリアン」と呼ぶようになる。
また、1994年から1998年、2000年、2007年にはファンクラブ旅行『万国点検隊』を開催。主にタイ王国を舞台とし、インタラクティブライブで行われるようなゲームが展開された。1995年、1997年にはインタラクティブライブやアルバムの物語の続編として行われた。2007年の万国点検隊を編集した映像作品『P-0』の売り上げは現地の老人ホーム、聾学校、野犬保護施設にを寄付している。
2008年11月、タイ王国の平沢の友人らである23人のSP-2 との1994年からの交流から生まれたエピソードを、彼女たちの写真と共に綴ったエッセイ集『SP-2: タイのニューハーフ? いいえ「第2の女性」です』を自社出版した。
2011年3月11日、タイ王国滞在中に東日本大震災が発生。3月21日に被災された方々へ祈りを捧げる為に現地のWat Raikching寺院(タイ語: วัดไร่ขิง）に頼み、亡くなった方のご冥福と日本人の安全を祈願した寺院の僧侶達の映像をインターネット上で発信し届けた。

### インターネット黎明期・デジタル技術台頭以降の活動と活用

#### パーソナルコンピュータとインターネットの活用
1980年代末、P-MODELのライブ演出などで使用するためにパーソナルコンピューター『Amiga』を導入した。
当時については「コンピュータについての知識ゼロ」、「まったくのドシロート」、であったと平沢は語っており、更に輸入パソコンのAMIGAにはマニュアルも無く、手探りでプログラミングやCGデザインなどを覚え、音声合成機能「Sayプログラム」などを含めた音楽への転用を模索していった。
1994年発売の4thアルバム『AURORA』からはゲスト・ミュージシャンを入れず、Amigaを駆使して平沢個人のみによる楽曲製作を開始した。
また、同年より活動再開した改訂P-MODELでは、インターネットをキーワードとしており、P-MODELのオフィシャルサイトではライブツアーやレコーディングの模様をMPEGファイルとして配信し、各メンバーが個人ホームページを開設してリスナーとの直接なやり取りが行われた。平沢も個人ホームページ『Ghost Web』を開設した。
1999年にはP-MODELやドイツのハンス＝ヨアヒム・ローデリウスと小西健司とのプロジェクト『Global Trotters』のアルバムをインターネット上のやり取りのみで制作した。
2012年6月にはニコニコ生放送に出演。約88000人もの来場者数を動員した。ファンのリクエストに答えて同年11月23日にもニコニコ生放送に出演し、こちらも約70000人が来場した。
2014年にはケイオスユニオンのYouTubeチャンネルを開設。公式ホームページや他サイトなどで行った配信や動画のアーカイブ、ライブの無料同時配信などに利用していたが、インタラクティブ・ライブショウ「WORLD CELL 2015」の公演後より、「平沢進のBack Space Pass」と名したライブの後日配信を行っている。
1998年の『インタラクティブ・ライブショウ「WORLD CELL」』から2020年の「会然trek 2k20▼02」までの期間、毎ライブの無料同時配信を行っていたが、「音楽のライブ配信の活用を示す事としてやっていたが、今年から浸透し始めた」として有料の高画質ライブ配信の活用を開始した。

#### MP3音源の活用と楽曲配信
パソコン黎明期から音源のMP3に対して関心を持ち、1999年にソロ10周年・P-MODEL20周年記念として行われたプロジェクト『音楽産業廃棄物 P-MODEL OR DIE』において、P-MODELメンバーがMP3を用いて各自宅のみで楽曲を制作。インターネット上で公開ミックスダウンも行われた。MP3でファンがP-MODEL楽曲をリミックスするイベントも開催された。楽曲配信の弊害となる為、日本コロムビアとの専属契約を解除し、日経BPの協力によりP-MODELの音楽配信サイト『P-PLANT』を開設。 アルバム『音楽産業廃棄物』や『VIRTUAL LIVE』シリーズが配信された。オンライン販売にはビットキャッシュの電子決算システム“BitCash”が利用された。このMP3による楽曲配信は、メジャーレーベルで活躍してきた日本のプロアーティストとして初めてとなった。
その後、MP3ファイルについては公式ウェブサイト内において未CD化曲の販売を行っており、また、ニューアルバムをリリースする度に収録曲の中から一曲またはアウトテイク数曲を無料配信している。2011年3月にはフリージャーナリスト・市民メディア向けに楽曲を無料配信を行った。同年6月24日にはパレード・パンクの期間労働者・ステルスマンなる人物にオフィシャルサイトを占拠され、楽曲「原子力」（P-MODELの「BOAT」を編曲・歌詞を改変したもの）を無料配信させられる。後に平沢はステルスマンから奪ったカラオケ音源をオフィシャルサイトで無料配信した。
MP3をインターネットそのもの含めて「表現者としてリスナーとコミュニケーションを取る新しい枠組み」と評価している。サブスクリプションサービスにおいては「然るべき努力を積み重ねてきた人たちが作った楽曲と、『できちゃったからアップしてみた』みたいな人の楽曲が、同じ土俵に上がっているのは問題といえば問題」としているが、「たとえばリスナーとしての自分は、曲単位で聴いても本当に「いい」と思えばアーティスト名も経歴も調べる。曲の良し悪しを超えて、そのアーティストのことをもっと知りたいと思うし、アルバムで聴きたくなる。つまり、アルバムは必然なんですよ。きっと、ファストフードのように消費される音楽がある一方で、手の込んだ料理を味わい尽くすように楽しむ音楽も存在する。そこはなくならないんじゃないかと思いますけどね。」と語っている。

#### 著作権管理団体および大手レーベルからの撤退
それまで権利関係に疎かった平沢は、自分の楽曲の著作権が出版会社に永久譲渡という形で契約されていることを知る。出版会社は、日本音楽著作権協会（JASRAC）から分配された楽曲使用料（印税）のうち50%を控除し、残額をアーティストに分配していたことから、その出版会社が控除した楽曲使用料がどのように運用されるのか、平沢は説明を求めた。しかし、出版会社からは「プロモーションに努める」という回答しか得られず、どのようなプロモーションを行い、どれだけの対費用効果があるのか、平沢が納得できるだけの具体的な回答が無かった。出版会社の変更もレコード会社との関係で困難であったことから、「なぜ私の権利が私の選んだ出版会社と契約できないんですかと、一回ゴネたことある」と述べている。
その後、1999年にはP-MODELのアルバム『音楽産業廃棄物〜P-MODEL OR DIE』をMP3で配信することを発表し、それに伴う大手レーベルからの撤退を発表する。以降は自社ケイオスユニオンよりテスラカイトレーベルを設立。演奏権を除き、配信やレンタル、通信カラオケなどの著作権はNexTone（旧イーライセンス）に委託する契約を行っている 。P-MODELとして活動した初期の楽曲については権利を永久譲渡している為、2010年に平沢が発売した『突弦変異』の収録曲の一部である、P-MODEL時代の1stまた2ndアルバム曲のセルフカバーはJASRACに支払いを行った。
1999年に、P-MODELがMP3による新曲配信をMP3にて行っていくとしてメンバーの小西健司と福間創らと共に記者会見を開いた際には、「我々はメジャーから外されても自分たちの活動は変わらない自信があるし、曲を直接リスナーに届けたいという気持ちから、メジャーからの契約を打ち切って音楽配信に踏み込んだ。MP3形式のデータを聴けないユーザーにもCDのパッケージ販売も続けていく」と答え、「今後は、レコード会社に所属しないミュージシャンが増加するだろう。ミュージシャンの自立を怖がるレコード会社もあると思う。しかし、MP3形式によるデータ配信は在庫管理などの面から見ても人員削減以外によるリストラが可能になるなどマイナス面ばかりではないだろう」と語った。書籍「音楽産業廃棄物」では、「メジャーレーベルに属す限り、メジャーレーベルが売りたいと思える曲でなければ世に出せないのが現状です。インターネットなら際限がなく音楽を発信でき、そのアーティストの音楽を聴きたい人に直接届ける事が出来るわけです。遠くない未来に、このようなアーティストが台頭していくでしょう。大手レーベルならば儲ける事を強要されるが、インターネットでならリスナーとアーティストで作品を直接提供でき、どれほどお金が必要かは自分で決めれる。自分は音楽で大儲けしたいのではなく、音楽で生活が成り立てばいい。」と語った。
2000年以降はケイオスユニオンが運営する公式ショップ「TESLAKITE ONLINE SHOP」によるインターネット通販が中心となっており、店頭在庫が存在する店舗はタワーレコードやHMVの様な大都市部などのインディーズレーベルを大々的に扱っているCDショップに限られている。2000年発売の『賢者のプロペラ』以前の作品もボックスセット『HALDYN DOME』と『太陽系亞種音』の発売により、ほぼ全ての既発表音源が公式ショップで購入可能となった。また、2021年にリリースしたアルバム『BEACON』と、核P-MODELのアルバム『回=回』はBandcampにてアルバムダウンロード販売されている。
また、版権がポリドール（ユニバーサルミュージック）、日本コロムビアにあるオリジナル・アルバムについては2021年現在オリジナル・アルバムが2社から全て再販されており、iTunes Storeなど音楽配信サイトにてAACファイルの形で入手することが可能となっている。
音楽業界及びJASRACの著作権管理体制については厳しく批判している反面、リスナーによる個人間の二次利用については「資本主義と相容れない音楽の性質」として、自身への同一性保持権の侵害に該当しなければ基本的には黙認している。

#### Twitterの利用と活用手法
P-MODEL結成30周年、およびソロ活動20周年にあたる2009年に『凝集する過去 還弦主義8760時間』というプロジェクトを開始し、特設サイトではイントロダクションとして平沢による語りと今までのライブ音源やライブ画像、フライヤーが視聴、閲覧が可能であった。また、P-MODELと平沢ソロの楽曲をそれぞれストリングスアレンジしたアルバム『突弦変異』、『変弦自在』をリリース。
このイベントの一環として本人による公式Twitterのアカウントを開設。進捗状況の報告を行い、いくつかの発言がインターネット上で話題となった。スケジュールの都合により発売記念ライブは行わない予定であったが、Twitterのフォロワー3万人を突破したことにより翌年に『東京異次弦空洞』が開催された。本来ならばTwitterアカウントはイベント終了後に削除する方針が示されていたが、ライブ『東京異次弦空洞』にてイベント終了後も運用を続行する旨が発表された。
以降はTwitterのフォロワー数に応じてインターネット上にて各種イベントを開催しており、2011年にはフォロワー数5万人突破記念として平沢の作業風景 を合計5万秒配信する『Hirasawa監視50000秒』、2014年にはフォロワー数7万人突破記念として平沢が合計7万歩散歩をする『HIRASAWA追跡70000歩』がUSTREAMにて不定期配信された。2021年現在はアーカイブが公式Youtubeチャンネルで閲覧が可能となっている。
毎週水曜日以外の連日、フォロワー及びファンとの交流として21時から22時まで起承転結のツイートを行っている。所謂「人気物」や「大量消費」という扱いを好まない為（自身は「ステルスメジャー」と名乗っている）、人気が出て来ると意図的にファンを裏切り、常にすべてと距離を保ち、ファンから自身との距離を取らせている。TwitterやBSP配信では、フォロワー数が増えるとフォロワーやファン減らしの為の投稿や発言を敢えて行い、「平沢進」を疑わせ思考を促そうとする。
公式サイトやTwitter上での投稿はあくまでも仕事の一環として行っており、仮に個人的な利用なのであればプライベートな情報を日々公開することは無いとしている。投稿はTweetDeckより行っており、「ファンからのリプライは画面上に自動的に流れていく」としている。
2017年にはTwitterフォロワー数が9万人を突破したことを記念し、5公演内でスネアドラムを合計9万打目指すライブ『第9曼荼羅』が開催された。なお、ゲストドラマーとして会人：鶴（TAZZ）またはP-MODEL改訂期の元メンバー、上領亘が参加した。その後、全公演通してのスネアドラムの打数が9万回を達成したことを記念して、音源「第9曼荼羅」が配信された。また、2021年にはフォロワー数24万人を突破したことによりライブ『24曼荼羅（不死MANDALA）』を開催した。なお、24曼荼羅ではドラムスにユージ・レルレ・カワグチが参加した

### エネルギー問題への関心
上述の通り、『Hirasawa Energy Works』では太陽電池を主とした発電システムを駆使し、自然エネルギーへ関心を寄せている。プロジェクト開始時は、120Wのソーラーパネル2枚のみをやぐら型のタワーに取り付け、残りの2枚は窓際に立てかけている状態であったが、後に4枚全てをタワーへ設置した。自宅スタジオの稼働を開始した初期はハードウェア・シンセサイザーやミキシング・コンソールを使用していたことで、電力使用に多大な制約が生まれていたが、後に全面ソフトウェア・シンセサイザー環境へ変更し、大幅な消費電力削減が図られた。
同様の発電システムからの電力供給により、ライブ会場からインターネットのストリーミング放送も行われている。
studio WIRESELF自体は幾度の移転を経ており、2013年から稼働されている現行のスタジオ「アロルの館」の屋根には4kWhのソーラー・パネルが乗っており、それ単体での蓄電は出来ないがスタジオを含めて家全体の電力が供給されている。
平沢は震災発生による大規模停電時も、自作の蓄電システムにより問題なく、自宅にて電力を使用できているとしている。
「Hirasawa Energy Worksの主眼は発想の転換にあります。それは、節約、忍耐、といった省エネのネガティブな印象さえ変えてしまいます。Hirasawa Energy Worksでは、すでに自然界に豊かに用意されている、エネルギーの原野でのピクニックとも言えるでしょう。ですからHirasawa Energy Worksは、「環境保護」や「地球にやさしい」という言葉を好みません。保護されているのは我々だからです。Hirasawa Energy Worksは、その保護者へとアクセスするための、胸踊る探検なのです。」と語っている。
また、エネルギー問題への意識に目覚めてからは、それまで所有していたシトロエン・エグザンティアをインターネットオークションで売却し、トヨタ自動車のプリウスを購入。その後、2020年からは水素自動車であるトヨタ・MIRAIを所有している。
また、近場であれば自転車での移動を行い、用途によって通常のアップライト自転車とリカンベント（米Burley社のLimbo）を併用している。リカンベントは『RIDE THE BLUE LIMBO』のPVや、インタラクティブ・ライブ『LIMBO-54』などの作品で搭乗している。

### 戦争参加への抗議
平沢は幼少期、学生運動の映像を実兄である平沢裕一（平沢YOU1）と共に視聴し、裕一より何が起きているかを教えられた。
80年代後期に偶然訪れた老人ホームにて、太平洋戦争にて東南アジアへ派兵された元残留日本兵、菊池又衛に出会い、ガダルカナル島の戦いでの極限状態の体験を教えられた（詳細は「UNDOをどうぞ」を参照）。
1995年、1997年には東南アジアでの万国点検隊ツアーのDVDの売り上げを現地の老人ホーム、子供達の通う聾学校などに寄付した。
2000年まで平沢は政治性のある抗議から距離を取っていたが、2001年のアメリカ同時多発テロ事件後、2003年から開始したイラク戦争でのアメリカの報復攻撃や自衛隊派兵などへの疑問を持ち、同時期のソロアルバム制作中に訪れたカンボジア内戦の大虐殺の痕跡を目の当たりにしたことも合わさり、その抗議として「殺戮への抗議配信」をインターネット上にて配信、無料ダウンロード楽曲を2曲を発表する（詳細はBLUE LIMBOを参照）。
平沢は「背景にある政治的な利害や、平和主義に情緒的に賛同はしない」とし、「国家は利害で動きます。自分の属する国家が結果として殺戮を容認する姿勢を見せようと、国民の一人として私は「それには同意しない」と、今ここに反戦の意思を表明します。」と綴り、戦時下に留まらず、世界が子供達を犠牲にすることに対して怒りを表明した。
2003年から2009年までの期間にはディストピアを前面に押し出した『BLUE LIMBO』、『白虎野』、『点呼する惑星』を発表。後に『ディストピア3部作』と名称される（詳細は各項目を参照）。2004年からは活動休止していたP-MODELを「核」としたソロユニット、「核P-MODEL」を開始。ソロも含め、以降はあらゆるディストピア的要素をコンセプトとし昇華した作品を発表している。
また、音楽のテーマに取り入れながらも「インターネット上などの発信を含め、これらは音楽のプロセスの為ですから、私の立場を既存的なカテゴリーや集団主義的な話と一緒にしないでください」としており、平沢は自社を含め、政治的な活動や団体への参加や関わりは持たないとしている。

## 使用機材

### ギター
マンドレイク時代にはグレコのレスポール・ゴールドトップを使用していた。P-MODELのデビュー当初はH.S.Anderson製エクスプローラー型ギターのヘッドを削り、ボディを黄色に塗り替えて使用していた。後にこのギターはザ・グルーヴァーズに譲ったと語っている。1980年頃からは黄色から青色に塗り替えたFernandes VK-7を使用。デヴィッド・ボウイのサインがボディー裏側に書かれていたが、このギターはその後行方不明となっている。中期P-MODEL時代ではフリクションのレックから借りたフェンダー製のムスタングをライブ・レコーディングなどで使用していた。
1983年以降は東海楽器製造が製造・販売を行うアルミニウム製ギター「Talbo」を使用。発売直後から、その素材やデザインの特異性に惹かれ使用を続けていた。しかし、長年の使用による消耗から補修を要した際、製造元の東海楽器が経営悪化による影響からTalboの生産を打ち切っており、1994年にTalboと同シェイプのフェルナンデス製木製ギター「PHOTON」を特注にて製作し、代わりに使用していた。「PHOTON」はその後、2014年に改修された際に「PHOTON」は「PHOTON（光子（こうし））」へ改称している。
2004年からはTALBO Secret FACTORYが企画し、東海楽器が制作したオリジナルTalboである「ICE-9」を所有。メインのステージギターとして用いられ、2005年にはICE-9に触発されたギターアルバム『ICE-9』が発売されている。2021年にはTALBO Secret FACTORYからTalbo｢ICE-9｣のシグネチャーモデルが数量限定で販売された。
2013年以降は新たなメインギターとして、HISASHIとTALBO Secret FACTORYの共同で制作されたギター「EVO」の平沢モデルである「0101Z」を使用。その後、2018年にネックカラーを変更した新たなEVOとして「EVO-PHYTO ELECTRON」を制作。2021年にはジャズマスターのピックアップ（65年ヴィンテージタイプ）と新たなトレモロユニットを搭載した｢EVO-PHYTOELECTRON SEED｣を制作。現在はメインギターとしてライブなどで使用されている。
その他、2009年には新たにモズライトギターを導入し、アルバム『点呼する惑星』「BEACON」のレコーディングで使用されている。
2017年のライブ「第9曼荼羅」からはGodin Grand Concert Duet Ambianceを導入し、その後のライブでも使用されている。。
2018年に購入した「Backlund400」は核P-MODELのアルバム『回＝回』の制作、およびライブ『回＝回』で使用された。
また2020年にはボディーカラーが抹茶色の「Mosrite PHYTOELECTRON」を制作。ライブ「24曼荼羅」において使用された。
2024年開催のLIVE「HYBRID PHONON 2566⁺」において新たに、EVOのデザインを基に新たな平沢モデルである木製のEVO「PLANT-EVO」を制作、開発中のモデルを使用した。本人曰く、「植物性EVO」としている。また、現段階で商品化も検討しており、調整が進められている。

### MIDIトリガー
1992年以降はカシオ・FZ-1を、パイプオルガンのパイプのように並んだチューブ管を介して鍵盤を操作する用に改造した、MIDIトリガー「チューブラHz（ヘルツ）」を用いていた。2001年開催の『LIVE SOLAR RAY』以降は節電のため、改造した自転車の車輪（ハブダイナモ発電装置）を用い、その電気で作動させたMIDIトリガーのスイッチを押すことで出音する楽器『グラヴィトン』を使用していた。
2008年のライブ『PHONON2551』からはミュージカル・テスラコイル「The Musical Tesla Coil Zeusaphone Z-60」 を導入し、2009年のインタラクティブ・ライブ『点呼する惑星』からは発光ダイオードの光を遮ることでMIDIを操作するレーザーハープを使用している。レーザーハープは長年赤外線センサーの横形を使用していたが、2021年のライブ『24曼荼羅』からは最新鋭の認識センサー導入し鳥居形に改造した。
2017年のライブ『第9曼荼羅』以降は、Novation社製MIDIコントローラのLaunchpadを用いたパフォーマンスを、サポートメンバーの会人に行わせている。
また、ヤマハ・Miburiの使用者でもあった。このMiburiは専用トリガーが専用着衣の中に内蔵されており、それを着た人間の動きによってシンセサイザーが演奏できると言うシステムである。1995年に行われたライブ『INTERACTIVE LIVE SHOW 1995「SIM CITY」』、『ENDING ERROR』や2001年に行われたライブ『LIVE SOLAR RAY』でMiburiの演奏をしており、同名のライブDVDで演奏している姿が確認できる。

### レコーディング機材
P-MODEL時代から自宅録音で製作された作品が多数あり、『賢者のプロペラ』以降のアルバムについては全て自宅スタジオのstudio WIRESELFで録音されている。
1987年にはCG制作のために導入したAmiga での楽曲制作を開始。1990年代初頭から『白虎野』まではAmiga用ソフトの「Bars'n Pipes」などで制作した音源をレコーディングなどにも流用し、2003年までのインタラクティブ・ライブは映像オペレーティングもAmigaで駆動されていた。また、この縁から2005年発表の「AmigaOS 4.0」で起動音を手掛けている。なお、Amigaは「今やAmigaを維持するのはクラシックカーを維持するようなもので、コストがかかる」として、現在は全てMicrosoft Windows環境に移行している。
2003年の『BLUE LIMBO』以降導入したケークウォークのDAW「SONAR」を中心に、フリーソフトウェア・シンセサイザー「Synth1」や、EASTWEST製「Hollywood Strings」が主な音源となる。2017年、Cakewalk製品の生産終了を機に使用DAWをSONARからStudio Oneに乗り換えた。
また、音声合成を80年代末より活用し、当初はAmiga内蔵の音声合成機能「Sayプログラム」を自身の楽曲やライブ演出で使用していた。P-MODELの楽曲「WIRE SELF」「ERROR OF UNIVERSE」、平沢の楽曲「QUIT」「UNDOをどうぞ」などで確認することができる。
アルバム『パプリカ オリジナルサウンドトラック』収録曲である「白虎野の娘」と、アルバム『白虎野』収録曲である「確率の丘」には「アマチュアでも使っているごく普通の廉価なヴォーカルエンジン」を使用していることを公式サイトで明らかにし、具体的にはLOLAであると明らかにした。また、平沢はこのヴォーカルエンジンを「お姉さん」と呼んでいるという噂があったが、これも同誌の中で本人が否定した。ただし、平沢はヴォーカルエンジンのことを「お姉さんは磨けばプロになる。」と表現している。

### シンセサイザー
マンドレイク時代にCM音楽や放送劇などの効果音制作を行う会社に務めていた平沢は、会社が所有していたMoogの｢Mini Moog｣やArpの｢Arp Odyssey｣｢Arp 2600｣を使用し作曲していた。 
初期のP-MODEL時代には｢KORG 800DV｣のピンク・ノイズとリングモジュレーターを活用し｢ミュージカル・ホッチキス｣を開発した。  ｢美術館で会った人だろ｣や｢MOMO色トリック｣の間奏で使用された。また、｢KORG TRITON｣｢KORG 800DV｣｢Roland SH-3｣を名器・革新的と評価している。 
ソロ活動初期は｢KORG M1｣を中心に使用していた。90年代のP-MODELやソロ活動において、DAWに完全移行するまでアナログ・シンセサイザーがレコーディングで使用されており、1999年当時は｢Roland JD800｣や｢E-MU Proteus｣などを使用していた。 以後のレコーディングではフリーソフトシンセである｢Synth1｣を使用していた。
2021年にはErica Synthsのモジュラーシンセサイザー「Black System III」の購入を公表。

## ディスコグラフィー
- ソロ作品については「平沢進の作品」を参照
- P-MODEL/核P-MODELでの作品については「P-MODEL/核P-MODELの作品」を参照
- MANDRAKEでの作品については「MANDRAKE#作品」を参照
- 旬での作品については「旬#作品」を参照
- コラボレーションによる作品については「平沢進の作品#その他アルバム」のコラボレーションアルバムを参照

## ミュージック・ビデオ
- 世界タービン（1990年）
- LOVE SONG（1993年）
- Siren *セイレーン* （1996年）
- BERSERK -Forces-（1997年）
- TOWN-0 PHASE-5（1998年）
- 賢者のプロペラ-I（2000年）
- ロタティオン（LOTUS-2）（2001年）
- RIDE THE BLUE LIMBO（2003年）
- 白虎野の娘（2007年）
- TIMELINEの終わり（2022年）[247]
- BEACON（2022年）[248]

## 著書
- P-MODEL結成20周年プロジェクト 音楽産業廃棄物（1999年）
- SP-2（2008年）
- 来なかった近未来（2012年）

## 公演
P-MODEL又は核P-MODEL名義での公演については「P-MODEL#ライブ・ツアー」を参照。

### インタラクティブ・ライブ
詳細は「インタラクティブ・ライブ」を参照。

### 万国点検隊
| 開催年                    | サブタイトル                        | タイトル                                                     | 舞台                                            |
| ------------------------- | ----------------------------------- | ------------------------------------------------------------ | ----------------------------------------------- |
| 1994年10月12日 - 10月17日 | HIRASAWA BYPASS Presents 万国点検隊 | トビラ島大追跡旅行団                                         | タイ王国・プーケット県                          |
| 1995年10月10日 - 10月14日 | 第二回万国点検隊                    | วิวัฒน์ ธาราสงบ（ウィワット・ターラーサンゴップ）仮想救出移動団 | タイ王国・バンコク                              |
| 1996年10月16日 - 10月22日 | 第三回万国点検隊                    | 偽装巡礼ソプラノ煩悩団                                       | マレーシア・クアラルンプール                    |
| 1997年10月28日 - 10月31日 | 第四回万国点検隊                    | 非局所性緑色免疫団                                           | インドネシア・バリ島                            |
| 1998年11月28日 - 12月3日  | 第五回万国点検隊                    | 世界細胞組合合唱鉄橋団                                       | タイ王国・バンコク、ムアンカーンチャナブリー郡  |
| 2000年6月14日 - 6月19日   | 第六回万国点検隊                    | 平行郷錬金術大プロペラ団                                     | ミャンマー・ヤンゴン、バガン タイ王国・バンコク |
| 2007年6月29日 - 7月3日    | 万国点検隊2007                      | P-0                                                          | タイ王国・プーケット県                          |

## 主なメディア出演

### テレビ出演
- アニマムンディ - ナレーション、1994年、TBS
- 輝け!噂のテンベストSHOW - 1996年、日本テレビ
- NEWS23 - インタビュー出演、2001年、TBS
- 80年代ニューウェーブ特集「P-MODEL」 - 「LIVE SOLAR RAY」放送、インタビュー出演、2001年、NHKBS2
- ニュース10 - インタビュー出演、2001年、NHK総合
- FUTURE TRACKS - インタビュー出演、2002年、テレビ朝日
- シネマ通信 - インタビュー出演、2006年、テレビ東京
- 最強ダークファンタジー「ベルセルク」TVシリーズ　7/1スタート記念特番[249] - インタビュー出演、2016年、WOWOW

### ラジオ出演
- 平沢進のテクノ実験工房 - パーソナリティ、1994年 - 1995年、FM群馬

### インターネット配信・出演
- 平沢進の亜種音TV - 2004年 - 、teslakite.com
- 「ベルセルク 黄金時代篇II」公開記念 平沢進と一緒に「Sign」投稿動画を見よう！ - 2012年6月、ニコニコ生放送
- 『ベルセルク 黄金時代篇III 降臨』公開記念 『(`Д´)ワージ!を超えろ!「Aria」歌詞ネットスタンダード認定祭』 - 2012年11月23日、ニコニコ生放送
- 平沢進のBack Space Pass - 2014年5月31日 - 、Ustream、YouTube(現在は一部を除き，アーカイブがYoutubeで視聴可能）

### 寄稿
- ユリイカ2008年12月臨時増刊号 総特集＝初音ミク ネットに舞い降りた天使[250]
- 現代思想2011年9月臨時増刊号 総特集=緊急復刊 imago 東日本大震災と〈こころ〉のゆくえ[251]
- 「医道の日本」2016年5月号[252]
- 集英社「kotoba」2021年秋号 特集「人間拡張はネオ・ヒューマンを生むか?」[253]
- ネオ・サピエンス誕生「ディストピアを脱却するためのデトックス」（2022年2月7日）[254]
- 「文學界」2022年9月号「特集『声と文学』」（2022年8月5日）[255]

### イベント出演
- 『妄想代理人』DVD発売記念イベント「少年バットと呼ばれる通り魔は何者なのか?」  - トークイベント 2004年5月14日開催、新宿ロフトプラスワン[256]
- 平沢進×斎藤環「平沢進・徹底解剖！」 - トークイベント 2019年2月13日開催、VOLVO STUDIO AOYAMA、ニコニコ生放送[83]

## 関連・関係人物
関連リンクが存在する人物の詳細は当該項目を参照。
- 平沢裕一（平沢You1） - 平沢進の兄。グラフィックデザイナーとして凍結までのP-MODELのアルバムジャケットやプロモーションビデオを手掛けた。マンドレイク時代は演出チーム「ディバイス・マンドラゴラ」を率入り、P-MODELのメジャーデビュー後はセルフマネジメント事務所「MODEL HOUSE」リーダーを務めた。2013年4月より茨城県つくば市にてニューウェーブカフェバー「GAZIO」を経営していたが、2015年11月をもって閉店し、以降は不定期に、イベント「Cafe Gazio」や「ゆるGazi」などを開催している[257]。CDやグッズの通販サイト「GAZIO WEB SHOP」も運営している[258]。
- 鎮西正憲 - 平沢進の音楽作品、ライブイベントに長年携わっている音響技術者（サウンド・エンジニア）、レコーディング・エンジニア[259][260][261]。平沢が参加した今敏の映画作品「千年女優」、「パプリカ」のサウンド・エンジニアも担当[262][263]。平沢曰く、「ヒラサワの音楽作品には絶対に欠かせない存在」としている[264]。2018年に脳溢血で倒れ、2019年に言語障害が残りながらも現場に復帰[265][266]。2022年の『INTERACTIVE LIVE SHOW 2022 「ZCON」』では、長年担当を躊躇していたPAエンジニアを担当[266]。「復帰された鎮西さんは、これまで以上に笑顔とチャレンジ精神の溢れる方に進化された」と平沢は語っている[266]。
- 中野泰博 - 元ディスクユニオン社員。中野ブロードウェイ3Fのレコードショップ『ショップメカノ』店長[267]。ディスクユニオン時代から平沢とは親交があり、FC会報でのライブレポートや、万国点検隊の隊長を務めたお礼として、平沢は核P-MODELのメカノ限定シングルを提供した[268]。
- 高橋かしこ - 編集者。記念本「音楽産業廃棄物」や作品のライナーノーツを手がけている。平沢進ソロ25周年記念企画の監修を務め[269]、『初期三部作』のリマスター盤に解説を寄稿、ベストアルバム『Archetype』の選曲にも携わった。
- Shampoo - 1979年に結成された女性ユニット。当時シンセサイザー教室の生徒だった折茂昌美と足立眞理を、講師だった平沢がプロデュースした。1982年にデビューしその後、足立が1983年に脱退し折茂のソロユニットとなるが、1999年頃よりキーボーディストの鈴木KCが参加し、2011年に正式加入。2018年にKCが逝去[270] し、再びソロユニットとなっている。折茂はのちに大病を患い右足を切断するも、楽器化した特注の義足を駆使して活動している[271]。折茂は2005年のFC会員限定イベント「反射の集いは氷の9」にゲストとして参加[272]。2013年には折茂がインタラクティブ・ライブ「ノモノスとイミューム」に登場人物の「サンミア」役として参加し、2015年には「World Cell 2015」に登場人物の「サリー」役として映像に出演している[119]。2022年の『INTERACTIVE LIVE SHOW 2022 「ZCON」』には折茂が"シトリン"役として参加[39]。
- 村田語（カタル） - パンクバンドニューロティカのメンバー。かつて平沢がプロデュースしたバンドTHE LOODSのメンバーであった。その時平沢がP-MODELの菊池達也が使用していたベースを譲り渡したものの、後にライブで壊してしまっている[273]
- デヴィッド・ボウイ - マルチ・アーティスト。1979年から1980年に知り合いの京都宅に滞在していたことで知られ、P-MODELの京都公演に観客の一人として参加。ライブ後に楽屋にボウイは訪れ、メンバー達と語らった[274]。平沢は黄色から青色に塗り替えたFernandes VK-7（エレキギター）にサインをボディー裏側に書かれたが、このギターはその後行方不明となっている[208]。
- ヴァン・ヘイレン - アメリカ合衆国出身のハードロック・バンド。当時P-MODELはワーナーの洋楽部門に所属しており、対バン希望について聞かれた際、テクノ以外のバンドと演りたいとして同じワーナーの洋楽部門所属のバンドのリストからヴァン・ヘイレンを希望した。1980年の来日ツアーをP-MODELが前座を務め、日本武道館での演奏も行った[42]。楽屋でエドワード・ヴァン・ヘイレンとマイケル・アンソニーと仲良くなり、楽屋でP-MODELの曲を演奏した。平沢曰く、「ギターの人（エディ）はシャイでいい人」「ドラムの人（マイケル）は不思議な面白い人」だったと語っている[275]。
- 今敏 - 漫画家、アニメーション監督。高校時代からの平沢のファンでもあり、表現スタイルに最も影響を与えたのは平沢の音楽であると語っていた[276]。『千年女優』以降、『パプリカ』や『妄想代理人』などの音楽も平沢が担当した。平沢から先に作中曲を提供してもらい、それを聴きながらコンテを起こしていた。2010年、平沢も参加予定であった新作『夢みる機械』制作中に膵臓がんで逝去。2010年11月15日、平沢は「今敏監督を送る会」に参加。今が自身をなぞらえて最も気に入っていた黄鉄石を受け取り、自身の引き出しに閉まっている。
- 丸山正雄 - マッドハウス、MAPPA、スタジオM2の創業者であるアニメプロデューサー[277]。今敏のプロデューサーを長年務め、今が2010年に新作「夢みる機械」の準備中に46歳の若さで亡くなった後に今敏作品の企画を一時的に凍結していたが、今が監督業を本格的に始める前に漫画化として連載していた『OPUS』をアニメーション化すべく、旧友である平沢進に再度劇伴製作を頼み、スタジオM2にて映像化することをパリで行われたJAPAN EXPO 2017にて発表[278]。2018年発表の核P-MODELのアルバム『回=回』には、『OPUS』というタイトル曲が収録、及び既に製作済みであり、同年の核P-MODELのLiveに丸山が訪れ、平沢と会っている[279]。
- 秋元きつね - 丁稚奉公と称して80年代後半から90年代前半にかけてツアーライブや作品に参加[280]。平沢を「師匠」と呼んでいた。平沢から学んだAmigaを使いCG作家としてデビュー。1999年にスクエアエニックスよりゲーム『せがれいじり』を発表。2014年、糖尿病の悪化により逝去。
- 三浦建太郎 - 漫画作品『ベルセルク』の原作者。学生時代からの平沢のファンであり、漫画制作中も楽曲を流しながら作業していた。ベルセルクのアニメ劇伴を平沢が担当するようになり、以降20年来の付き合いとなる。ゲーム『ベルセルク 千年帝国の鷹篇 聖魔戦記の章』主題歌の「Sign」、映画『ベルセルク 黄金時代篇』の主題歌「Aria」は三浦が作成した俗語一覧から平沢が作詞・作曲を行った。2021年5月20日、 大動脈解離により急死。同日、平沢は自身の公式ホームページに「三浦建太郎先生の訃報に接して」と追悼文を掲載した[281]。
- 戸川純 - 1983年に結成したヤプーズのリーダー。1991年には平沢がヤプーズのサポートに参加。同年にはTV番組「夢で逢えたら」のコーナー「バッハスタジオⅡ」にヤプーズで出演した[282]。また、1990年～1994年にかけて戸川が平沢のライブにサポートメンバーとして参加している。平沢は「戸川純が居れば、下手な女性活動家は必要ないのではないか」と戸川の楽曲と活動姿勢をリスペクトしており、雑誌上やTVで音楽やジェンダーに関する対談を行っていた。
- 砂原良徳 - テクノミュージシャン、マスタリング・エンジニア。電気グルーヴ加入前に平沢ソロライブ「ヴァーチュアル・ラビット・ツアー」のサポートメンバーに参加し、平沢から解凍後のP-MODELへの加入を願われたが、石野卓球から電気グルーヴへの加入希望を先に言われていたこともあり、CMJK脱退後の電気グルーヴのメンバーとして同年夏に加入[283]。1993年6月のキーボードマガジンでの平沢との対談では、「P-MODElフリークス」と紹介され、平沢の作曲テクニックを全て言い当てた[283]。
- 巻上公一 - P-MODELと共に「テクノ御三家」と称されたヒカシューのリーダー。1990年に行われた平沢主催のライブイベント「ERROR FORCE」や2016年12月の「ヒカシューの絶景クリスマス」にて共演した。
- ケラリーノ・サンドロヴィッチ - 有頂天のリーダー。80年代後半には初期P-MODELのコピーバンド「此岸のパラダイス亀有永遠のワンパターンバンド」を平沢と共に結成した。また、2013年「ケラリーノ・サンドロヴィッチ・ミューヂック・アワー/生誕50周年・ナゴムレコード30周年&新生記念・新宿ロフト4days」に平沢がゲスト出演し[284]、2016年12月の「ヒカシューの絶景クリスマス」には「キューピッター」として参加した[285]。
- 大和久マサル - 3DCGムービーの制作やゲーム系デザイン、映像ディレクションなどを手がけている[286]。1998年にTOWN-0 PHASE-5のMV制作を、1999年にP-MODELの論理空軍のMV制作を担当。以降、平沢のMV制作の他、映像作品の編集やインタラクティブ・ライブの3DCGも担当している[286]。自身のブログ上にて過去の資料や文書一覧を公開している[287]。2012年、2013年には初音ミクのオリジナルMVも発表している[286]。
- PEVO - P-MODELのコピーバンド大会「P-MANIA!」優勝バンド。バンドネームの由来はP-MODELとDEVOを掛け合わせたものであり、DEVOのような衣装が特徴的。1stアルバムはヴォルキス・プロラデューク名義で平沢がプロデュースを行った。メンバーのPEVO1号は、2014年のライブ「パラレル・コザック」「HYBRID PHONON」や、2015年のインタラクティブ・ライブ「World Cell 2015」にサポートメンバーとして出演した[211][288][289]。
- 中井敏文 - 1993年に開催されたP-MODELコピーバンド大会の初代優勝者。その後平沢進のアルバムやビデオのデザインを担当する傍ら、小西健司の4-Dや中野テルヲのスタッフとしても尽力していた。近年の平沢進作品のアートワーク全般を手がけている。2021年5月24日には平沢の自社レーベル「TESLAKITE」よりアルバム2作品がリリースされた[290]。
- 会人 - 読み方は「EJIN」。平沢進の2017年のライブ「第9曼荼羅」よりサポートメンバーとして参加している、謎の二人組。それぞれ松(SSHO)、鶴(TAZZ)と名がある[291]。2019年7月にはペストマスクを装着した「白会人」が2018年の核P-MODELのライブ「回=回」に参加。2019年、会人がフジロックへの出演を模索しており、そのことを知った平沢はそれを支援する形で、平沢がゲスト出演する「会人(EJIN)＋平沢進」という形式で企画書をSMASHに提出したところ、「平沢進＋会人(EJIN)」という形式であればより広い会場を提供するとオファーされた為、ユニット『平沢進+会人(EJIN)』としてフジロックフェスティバル'19に出演した[93][292]。同年11月のバトルスの来日ツアーには同ユニットにサポートドラマーのユージ・レルレ・カワグチと共に、オープニングアクトとしてツアーに帯同した[94]。2021年にはルベドマスクを装着した正体不明の二人組「ルベダリアン会人」としてユージ・レルレ・カワグチと共に、『平沢進+会人(EJIN)』名義でのライブ『24曼荼羅（不死MANDALA）』に参加[95]。同名義で同年8月のフジロックフェスティバル'21のWHITE STAGEに最終日の大トリとして出演した[96][97][98]。2022年の『INTERACTIVE LIVE SHOW 2022 「ZCON」』にもサポートとして参加[39]。
- 中村健寿  - 茨城県つくば市のヴィーガンラーメン専門店「KENJUキッチン[293][294]」の店主。「KENJUキッチン創業三周年感謝祭」では平沢You1が創業三周年記念グッズであるランチョンマットのデザインを行った。また、平沢進と対談収録がYoutubeチャンネルにて無料公開された[295][296]。
- ベネディクト・シュナイダー（Benedykt Szneider） - 2014に設立されたポーランドのゲーム会社「REIKON GAMES」のコンセプトアーティスト、クリエイティブ・ディレクター。長年平沢のファンであり、自身らが当時開発していたサイバーパンクゲーム『RUINER（ルイナー）』のゲーム内にて平沢の楽曲を使用するアイデアを持ち出し、ゲームとマッチするとわかり楽曲提供を平沢の事務所に依頼。その後平沢が許可を出し、ポリドール時代の楽曲「トビラ島」などをゲーム内楽曲として提供[297][298]。『RUINER』は2017年よりSteam、PS4、Xbox Oneにて配信され、2020年にはNintendo Switchより配信並びにパッケージ版が発売された[299][300]。
- ユージ・レルレ・カワグチ - 小学校の音楽室にあったドラムから叩きはじめ、高校卒業と同じくしてハードコアバンド"ROSEROSE"にて活動[301]。メジャー活動を経て現在はフリーランス。ロンドン/日本/ストリートと国内外・場所を問わずで活動するドラムソロプロジェクト(#STDRUMS)としても活動中。シェイクスピア劇団『カクシンハン』では演奏＆役者出演を担当[301]。舞台役者の横井翔二郎やナカムラルビイとも交友が深い。平沢が海外のドラマーをサポートとしてYouTubeで検索して探していた所、ロンドンの地下鉄内でのドラムパフォーマンス動画を発掘され、サポートドラマーとして呼ばれ、2019年末のバトルスの国内ツアー前座に「平沢進+会人」と共に参加[302][303][304]。以降は2020年3月のライブ『会然TREK2K20▽03』[302][305]、2021年の24曼荼羅、フジロックフェスティバル'21に「平沢進+会人」と共に参加[306][307]。趣味は60〜70年代のロックレコード収集・美味しいGUINNESSビールのお店探し[301]。キング・クリムゾンやレッド・ツェッペリンなども好み、平沢とは倍程年齢が離れているがルーツが近しい為、平沢からも「話がよく合い、会話しやすい」とされている[302]。
- ナカムラルビイ - 1996年1月10日生まれ。父親はドラムミュージシャン、俳優の中村達也。中学３年生時代に合法薬物バンド「酢酸カーミン」を発足。高校生時分には、当時のクラスメイトと「地下女子企画。」なるモツ投げ地下アイドルユニットを結成。同時期にDJも開始。2015年には、芝居方面でも表現の幅を広げ、田中要次監督作品などに出演。2019年3月には中村達也独り叩き旅にてソロサックスO.A.。同年7月、「太陽肛門スパパーン」にて『平沢進+会人(EJIN)』と同じくフジロックフェスティバル'19にてフジロック初出演。2020年、Freaky Style Locaの活動休止に伴い、説法パンクバンド「Buddhadatta」に加入[308]。2022年3月開催予定のインタラクティブ・ライブ、『INTERACTIVE LIVE SHOW 2022 「ZCON」』に"ルビイ"役として参加[39]。
- 吉田大八 - 映画監督。2013年、『桐島、部活やめるってよ』で第36回日本アカデミー賞最優秀監督賞、最優秀作品賞を始め各賞を受賞[309]。学生時代から平沢のファンであり、「僕そのものの考え方を半分くらい作った」と語っている[310]。2017年に三島由紀夫の小説「美しい星」の映画に平沢のソロ曲「金星」が提供されるにあたり、「CDジャーナル 2017年5月号」で対談が掲載された[311]。
- 斎藤環 - 筑波大学医学医療系社会精神保健学教授。初期P-MODELからのファンであり、平沢とは2000年からの付き合い。2019年にはゲンロンカフェにて平沢と対談公演、配信を行った[20]。自身のnoteでは『「平沢進」論』を寄稿している[312]。
- 八木智晴 - デザイナー。回＝回より平沢のステージ衣装を手掛ける。[313][314][315]。また、平沢は八木氏デザインのシャツも所有している。[316]